# Battle athletes daiundōkai
Battle athletes daiundōkai (バトルアスリーテス大運動会?, Batoru asurītesu daiundōkai, lett. "Il grande meeting delle atlete da battaglia") è una serie televisiva anime giapponese andata in onda fra il 1997 ed il 1998. Di essa esistono anche una versione manga, del mangaka Yuki Nakano, e un prequel in sei OAV con lo stesso titolo (cfr. Battle athletes daiundōkai), che differisce in buona parte dalla serie TV, anche nota con il titolo inglese Battle Athletes Victory.
Sia la serie televisiva che l'OAV sono ambientati in un futuro lontano e raccontano le avventure di alcune giovani atlete, impegnate in una serie di gare e competizioni per vincere il titolo di Cosmo Beauty. Per quanto riguarda il genere, spiccano tanto elementi di fantascienza, quanto elementi sportivi, nonché romantici, questi ultimi di natura esclusivamente omosessuale yuri.

## Trama
In un futuro distante, nel 50º secolo la società terrestre ha dovuto fare i conti con una serie di disastri che hanno cambiato il volto del pianeta Terra. Nonostante ciò, gli umani sono ugualmente riusciti a sopravvivere e a spingersi nello spazio per conquistare i pianeti del Sistema Solare. Consapevoli però di come lo sviluppo della tecnologia debba andare di pari passo con la cura per il corpo, gli esseri umani hanno dato vita a una competizione annuale che si svolge su un satellite artificiale che orbita attorno alla Terra e dove ha sede la USSA (acronimo di University Satellite Sports Academy), ovvero l'accademia sportiva del satellite universitario. Qui, ogni anno le atlete provenienti da tutti i pianeti del Sistema Solare si sfidano per la conquista del titolo di Cosmo Beauty.
La storia di Battle athletes daiundōkai in versione televisiva può essere suddivisa in tre archi temporali e segue le vicende della protagonista, Akari Kanzaki, una delle atlete che competono per conquistare il titolo di Cosmo Beauty.
Selezioni sulla Terra: La prima parte della storia si sviluppa sulla Terra, in Antartide (che a causa dei disastri geologici subiti dal pianeta ora si trova all'Equatore) ed ha come nucleo narrativo le selezioni delle tre atlete rappresentanti il pianeta Terra e che dovranno raggiungere il satellite-università per potersi misurare con le altre rappresentative. Questa parte è assente nella miniserie OAV.
Competizione vera e propria: La seconda parte della storia prende vita nella USSA, ovvero nell'accademia sportiva che si trova sul satellite-università. Qui, le atlete della selezione terrestre dovranno sfidarsi con le avversarie provenienti dagli altri pianeti per la conquista del titolo vero e proprio. Questa parte della storia può a sua volta essere suddivisa in due filoni: nel primo, assistiamo alle eliminatorie dove le atlete si sfidano in squadre composte da tre elementi ciascuna. Nel secondo, le competizioni diventano singole. In linea di massima, sebbene siano presenti non poche differenze, questa parte della serie rispecchia la trama dell'OAV.
Sfida con gli alieni: La terza ed ultima parte della storia vede le atlete più talentuose dell'accademia contrastare una razza extraterrestre il cui desiderio è quello di conquistare la Terra. Anche questa parte della trama è assente nell'OAV.
Dal punto di vista yuri, i tre archi temporali di Battle athletes daiundōkai corrispondono anche all'evolversi dei sentimenti di Akari nei riguardi di due sue compagne d'avventura. Nel primo, viene posta particolare attenzione alla relazione fra Akari ed Ichino, nella seconda parte invece è il rapporto fra Akari e Kris ad essere protagonista. Nell'ultimo arco temporale, per finire, sarà protagonista lo scontro fra Ichino e Kris nel tentativo di conquistare il cuore di Akari.

## Personaggi
Divisi per arco temporale.

### Sulla Terra
Atlete terrestri protagoniste della selezione in Antartide.

#### Akari Kanzaki
Seiyuu: Rio Natsuki
Akari è la vera e propria protagonista di questa serie. Figlia di Tomoe Midou, detentrice di molti record imbattuti a tal punto da esser diventata un simbolo per le atlete che si ritrovano presso il satellite-università, combatte ogni giorno con la promessa fatta alla madre di riuscire lei stessa a raggiungere il satellite e diventare a sua volta Cosmo Beauty, un giorno.
Akari ha un carattere debole, è sempre pronta al pianto ed arrendevole, sebbene questo aspetto della sua personalità evolva soprattutto negli episodi finali della serie. Il suo compleanno è il 23 marzo 4983.

#### Ichino "Itchan" Yanagida
Seiyuu: Aya Hisakawa
Atleta proveniente da Osaka, è la migliore amica di Akari sulla Terra. Itchan ama in particolar modo correre ed eccelle in quelle discipline dell'atletica che ruotano attorno alla corsa. A differenza di Akari, Tanya e Jessie, pur essendo dotata di un talento innato, non riuscirà a raggiungere il satellite-università, complice una frattura alla gamba destra.
I suoi sentimenti per Akari sono ambigui nella prima parte dell'anime, diventano però più chiari nella parte finale quando, complice la gelosia nei confronti di Kris, si dimostreranno chiaramente di natura sentimentale.
Il suo personaggio non è presente nell'OAV.

#### Tanya Natdhipytadd
Seiyuu: Aya Sakaguchi
Atleta dalle origini africane, affronta la vita con uno spirito sempre estroverso e selvaggio. Tanya è fra tutte la più energica ed indomita, ma prende le competizioni in maniera poco seria, semplicemente come qualcosa che ama fare e a cui però non dà più peso del necessario.
La si vede sempre in giro con abiti strappati o con tatuaggi tribali sul volto, soprattutto quando immersa nelle danze propiziatorie al suo Dio, un totem di legno.

#### Jessie Gartland
Seiyuu: Miki Itou
Proveniente dagli USA, Jessie è l'atleta più talentuosa della rappresentazione terrestre. Nata e cresciuta in un ghetto americano, ha dovuto prendersi cura da sola della fratello minore, essendo orfane di entrambi i genitori. Jessi è quindi cresciuta negli stenti e nella povertà fino alla morte della sorellina, dovuta a una malattia incurabile. Da allora, un sacerdote di colore di una chiesa locale si è preso cura di lei, coltivando le sue doti nella corsa, che invece fino ad allora Jessie aveva utilizzato per sfuggire ai suoi inseguitori dopo i furti commessi per vivere. Grazie a tale sacerdote e a un incontro con Tome Midou, Jessie inizia a dedicare tutta sé stessa all'atletica, con l'intento di diventare Cosmo Beauty. Prova un forte astio nei confronti di Akari, che ritiene troppo debole ed indegna d'essere la figlia del suo idolo, ed un'innata ma sportiva rivalità nei confronti di Ayla Roznovsky.

#### Ayla V. Roznovsky
Seiyuu: Yoko Soumi, Yukari Tamura (da giovane)
Ayla è un'atleta che proviene dall'Europa orientale. Ha un carattere freddo e determinato e la si vede spesso rivaleggiare con Jessie. Il suo sport preferito è il nuoto, in cui eccelle. Lascerà le eliminatorie per raggiungere il satellite-università nella loro fase finale: infatti Ayla gareggia per portare onore al suo paese natio, ma proprio durante l'ultima gara viene a sapere che la sua nazione è stata conquistata e quindi, ritenendo di non aver più motivi per competere, abbandona le selezioni. In seguito, sposerà il suo istruttore di nuoto, dal quale avrà una figlia che chiamerà Jessie, in onore dell'antica rivale.

#### Wong Ling-Pha
Seiyuu: Taeko Kawata
Ling-Pha è una delle atlete presente in Antartide e che proviene dalla Cina. È conosciuta per le sue scorrettezze e per la presenza di numerosi servitori che cercano di fare il possibile per truccare le competizioni in cui partecipa, in modo da farla risultare vincitrice. Non c'è quindi da stupirsi se, eliminata dalla selezioni per raggiungere il satellite-università, riuscirà ugualmente ad intrufolarsi, assumendo l'identità fittizia dell'atleta Marshall. L'unico sport in cui sembra eccellere è il ciclismo.
Nonostante queste considerazioni, comunque il suo è un personaggio comico utilizzato spesso per stemperare le situazioni più drammatiche della serie. Non compare nell'OAV.

### Sul Satellite Universitario
Oltre ad Akari, Tanya e Jessie vi sono:

#### Kris Christopher
Seiyuu: Tomoko Kawakami
Atleta proveniente dalla Luna, Kris si rivela essere la più talentuosa del suo corso sul satellite-università. Come nella serie OAV, appartiene a una ristretta comunità di uomini presenti sulla superficie lunare: i Biginners. Tale comunità vive in una profonda simbiosi con la natura e rifiuta ogni forma di tecnologia, preferendo vivere in armonia in un ambiente non contaminato. Kris, in particolare, appartiene a una famiglia di sacerdoti, in grado di sentire gli spiriti e comunicare con loro.
Sul satellite-università, Kris condivide la sua stanza con Akari e Anna, oltre che Gyubei, la sua mucca portata con sé dalla Luna e senza il quale latte Kris sostiene di non poter vivere.
I suoi sentimenti nei confronti di Akari sono chiaramente di natura romantica, e anzi Kris è vittima di un colpo di fulmine sin dal primo istante in cui incontra l'atleta terrestre. Gli ultimi episodi della seconda parte della serie lasciano chiaramente ad intendere come tali sentimenti siano corrisposti. Per altro, durante tali episodi le due condividono un legame empatico, evocato proprio da Kris e sancito dagli spiriti venerati dall'atleta della Luna. Il suo compleanno è il 1º gennaio 4982.

#### Anna Respighi
Seiyuu: Akiko Yajima
Anna è la compagna di stanza di Akari e Kris durante le fasi eliminatorie a squadre sul satellite-università. Ha un carattere debole e fragile che finirà con il prendere il sopravvento nel momento in cui le prove diventeranno individuali, causandole enormi problemi nella prima sfida con Mylandah.
Perdendo il controllo delle sue azioni, Anna finirà con il colpire l'avversaria con la propria racchetta da tennis come già in passato fece con la gemella Elaine, colpevole di catalizzare tutte le attenzioni della loro madre e di essere la preferita fra le due per poter raggiungere il satellite-università.
Nella serie TV non viene quindi ripreso l'aspetto presentato nell'OAV, sebbene Anna rimanga anche qui un personaggio ambiguo e a tratti oscuro.

#### Lahrri Feldnunt
Seiyuu: Yuriko Yamaguchi
Esattamente come nell'OAV, è l'atleta che ha conquistato negli ultimi due anni il titolo di Cosmo Beauty. In perenne ricerca di record, vive per perfezionare i suoi movimenti e le sue azioni per rendere il suo corpo una macchina perfetta, ma sarà proprio la perdita di emozioni a causare la sua sconfitta contro Akari, nella semifinale per il titolo di Cosmo Beauty.
Il suo rapporto con Mylandah rimane ambiguo anche nella serie, sebbene qui sia più approfondito rispetto agli OAV. Il suo compleanno è il 30 giugno 4980.

#### Mylandah Arkar Walder
Seiyuu: Akemi Okamura
Anche qui il personaggio di Mylandah sembra ricalcare le linee già tracciate negli OAV: estremamente talentuosa, vive nella ricerca della vendetta nei confronti di Lahrri, colpevole di averla abbandonata anni prima al passaggio dalle prove di squadra a quelle individuali. Nei confronti di Lahrri, Malandah sembra nutrire una vera e propria ossessione, destinata a sciogliersi solo quando entrambe le atlete saranno eliminate da Akari e Kris nelle semifinali per la conquista del titolo. Il suo compleanno è il 10 febbraio 4980.

#### Mister Miracle
Seiyuu: Unshō Ishizuka
È l'allenatore più famoso e conosciuto del satellite-università, chiamato "Mister Miracolo" perché in grado di portare al titolo di Cosmo Beauty anche atlete che non sembravano aver la benché minima speranza di riuscire. Nella serie, prende in cura il trio Akari-Kris-Anna per tutta la durata delle prove di squadra. Solo con l'ingresso nelle prove individuali, Mister Miracle deciderà di seguire Kris, ritenuta la più talentuosa fra le tre. Solo in seguito si capirà come il suo fosse un tentativo per rafforzare tanto il carattere dell'atleta della Luna, quanto quello di Akari – inconsciamente innamorata di Kris e quindi dipendente nei suoi confronti.
La causa di questa scelta sarà rivelata solo alla fine, quando si apprenderà come Mister Miracle sia in realtà il padre di Akari.

#### Eric Roberts
Seiyuu: Kazuhiko Inoue
È il dottore che si prende cura di Mister Miracle, a causa delle sue difficili condizioni di salute. L'unica cosa che sembra dare nuove energie al suo assistito è il cioccolato, per tale motivo Eric è sempre pronto a fornirgli delle barrette.
Solo alla fine della serie, si apprenderà come in realtà il dottore stia avvelenando Mr Miracle e si sia venduto agli alieni, ai suoi occhi detentori di una tecnologia e medicina avanzatissima e verso cui Eric nutre un profondo rispetto.

### Altri personaggi

#### Grant Oldman (Preside USSA)
Seiyuu: Kouji Nakata
Grand Oldman è il preside dell'accademia e lo si vede spesso indossare un kimono di origini giapponesi. Segue da lontano la figura di Akari, consapevole di come la figlia di Tomoe Midou abbia la stoffa per poter eguagliare e superare la madre.

#### Tomoe Midou
Seiyuu: Miki Takahashi
Tomoe Midou è la madre di Akari Kanzaki, morta quando la figlia era ancora bambina. Detiene molti record imbattuti ed è considerata il talento massimo dell'atletica leggera. Ricomparirà nell'ultima parte della serie, riportata in vita dalla tecnologia aliena, ma finirà con l'essere sconfitta proprio da sua figlia Akari.

## Colonna sonora
Esistono tre colonne sonore di Battle athletes daiundōkai.

### Battle Athletes Victory OST1: Hop!
1. Battle Athletes
2. Wing (On-air version)
3. In The Tear-Colored Sky (Theme of Akari)
4. Road Pursuit
5. There's No Point Unless You Goal
6. Rehumanise Yourself
7. Adagio Of Despair
8. See You Again At The Other Side Of The Tape
9. Akari - Waltz - Dance
10. A Path for Winds, Time When Seasons Change
11. Honey Bee - Half Size (Jamic Spoon)
12. Peaceful Days Of Akari
13. Stomp With Shisen, Canton and Peking
14. Battle Program X
15. Theme Of Ngaji (Tanya)
16. Love Is Wonderful -Is This Satisfactory, Ueda-san
17. Theme Of Tomoe Midou
18. Lively Exercise
19. Glory Of My Country
20. WANA WANNA
21. I'm Ichino From Naniwa
22. Theme Of Akari

### Battle Athletes Victory OST2: Step!
1. Prologue Of Ai
2. Daigaku-Eisei Variety Special 24 - jikan ikkyo houei chikichiki bishoujo gebageba kakushigeitaikai
3. Jingle - Ring-Fa sono shoku
4. sekai-nikudan-meisaku-gekijou - Minderella
5. Anna Tanya no taiman-cooking!
6. Special Exhibition Match - Victory Yanagida Vs Yagyuu Gyuubei
7. Jingle - Tanya sono shoku
8. Daiikkai chikichiki namami de taikiken toppa onna darake no marason-Taikai! chuukei sono ni
9. Joan Woo no - kotaero! Nounashi-domo
10. Miracle & Eric no yoake no Radio-taisou
11. Jingle - Ayla, sono shoku...
12. Grant Oldman no nichiyou-kouchou-soudanshitsu
13. Jingle - Ring-Fa sono ai
14. Daiikkai chikichiki namami de taikiken toppa onna darake no marason-taikai! chuukei sono san
15. sukarehateta Akiyama-kantoku wo sukue! Chiki-Chiki Charity Concert
16. Miracle Love
17. MMM Mambo Makes Miracle
18. Jingle - Tanya sono ai...
19. Yoikonoba - Ritsuwa-Doanime
20. Jingle - Ayla sono ai
21. Daigaku-eisei Variety Special 24 - jikan ikkyo houei chikichiki bishoujo gebageba kakushigeitaikai - ai de watashitachi o sukue!
22. ai ga are ba ii
23. Epilogue - heiwa no inori

### Battle Athletes Victory OST3: Jump!
1. Dear My Friends
2. Daigaku eisei
3. Mirai e no michi
4. Miracle Love
5. Slum Spiritual Song
6. Raid Neriri
7. Rumieel
8. Beyond the Universe
9. Karimba Session With Ngaji tomo no Kai
10. Technocrat Suspage
11. Tariku no Kaze wa higashi no kuni e fuku
12. Stare-Miatos ni tatazumu
13. Europaskin Course
14. Aiga aer ba ii
15. Isshoukenmei yattemachu
16. Ondo Of uchuu
17. Mr Miracle no teema
18. Kouchou-sensei no tame no Prologue
19. Three Dog Fight
20. Exit Program
21. Getsumen Beginners - See You, Akari
22. Yuuyake—tsubasa